# De Raf en Ronny Show
De Raf & Ronny Show is een Vlaamse sitcom over Raf Raeymakers en Ronny Rademaekers, twee werkloze acteurs die enerzijds regelmatig elkaars amoureuze veroveringen proberen af te snoepen maar anderzijds wel eendrachtig elkaar tegen derden verdedigen. Zeker hun huisbaas Rudy De Ruyck is een gemeenschappelijke vijand. Doordat ze steeds achter staan met het betalen van hun huur, kan Rudy hen gemakkelijk misbruiken voor allerhande vervelende opdrachtjes.
Het programma met Stany Crets en Peter Van den Begin als scenaristen en hoofdrolspelers oversteeg het Vlaamse sitcom genre door de dubbele bodems, absurde situaties en zelfspot. Het kreeg een cultstatus en bezorgde televisiezender VTM een hele groep nieuwe kijkers.
De reeks werd voor het eerst uitgezonden vanaf 5 maart 1998 en kreeg een vervolg met Raf & Ronny II (vanaf 4 maart 1999) en Raf & Ronny III (vanaf 14 maart 2001).

## De Raf & Ronny Show (1998)

### Cast
- Stany Crets: Raf Raeymakers, geboren op 11 december 1964[1]
- Peter Van den Begin: Ronny Rademaekers, geboren op 25 oktober 1964[1]
- Jaak Van Assche: Rudy De Ruyck
- Joke Devynck: Haar van boven
- Gastrollen: Dirk Lavrysen (huurder / kozijn), Tine Reymer (Nina), Damiaan De Schrijver (veearts), Karlijn Sileghem (Liesbeth), Adriaan Van den Hoof (Ben), Kristine Arras (Marleen), Nele Bauwens (Gerda), Jennifer de Jong (Emmie), Camilia Blereau (Colette), Herbert Flack (flik), Tine Embrechts (Caroline), Tiny Bertels (Brigitte), Gerty Christoffels (zichzelf), Nele Goossens (Viviane), Koen De Bouw (zichzelf), Bart De Pauw (zichzelf), Joyce De Troch (zichzelf), Veerle Dobbelaere (zichzelf), Ludo Hoogmartens (zichzelf), Ini Massez (meisje), Tom Lenaerts (zichzelf), Isabelle Van Hecke (meisje), Geena Lisa (zichzelf), Bart Slegers (zichzelf), Willy Sommers (zichzelf), Marc Van Eeghem (zichzelf), Birgit Van Mol (zichzelf), Francesca Vanthielen (zichzelf), Wendy Van Wanten (zichzelf), Jan Verheyen (zichzelf) en anderen.

### Afleveringen
1. De allereerste

2. Goldeneye

3. De kus

4. Babyboom

5. Meisje uit Brussel

6. Kruimeldieven I

7. Kruimeldieven II

8. Kerstmis 

9. Alleen is maar alleen I

10. Alleen is maar alleen II

11. Pukkie I

12. Pukkie II

13. De vriend

## Raf & Ronny II (1999)

### Cast
- Stany Crets: Raf Raeymakers / Nancy
- Peter Van den Begin: Ronny Rademaekers / Bill / Debby
- Jaak Van Assche: Rudy De Ruyck / Mosje Schnitzel
- Willy Vandermeulen: Willy
- Reinhilde Decleir: Lucienne Destrooper
- Vic De Wachter: Pètrick Mertens
- Gastrollen: Anne De Baetzelier (zichzelf), Tine Reymer (verpleegster), Elise Bundervoet (Yolanda), Paul Jambers (zichzelf), Günther Lesage (Bruno), Birgit Van Mol (zichzelf), Damiaan De Schrijver (veearts), Wim Opbrouck (Staf Van de Perre), Stijn Coninx (zichzelf), Vanessa Hoefkens (vrouw), Wim Willaert (Swa Van de Perre), Mieke De Groote (Suzie), Michael Pas (zichzelf), Mike Verdrengh (zichzelf), Gert Verhulst (zichzelf), Aimé Anthoni (Sidonia), Tom Dewispelaere (Bernard), Els Tibau (zichzelf), Fred Van Kuyk (zichzelf), Ben Segers (aanwezige), Patrick Van Gompel (zichzelf), Luk Alloo (zichzelf) en anderen.

### Afleveringen
1. De thuiskomst 

2. Vroeger is voorbij 

3. De Vettige Feesten 

4. Jambers 

5. Zion Boven! 

6. In bed met Raf & Ronny 

7. De zeven vetten 

8. Het aards paradijs 

9. Yolanda 

10. Yolanda II of de BOM 

11. The boys are back in town 

12. Ja, ik wil 

13. De laatste

## Raf & Ronny III (2001)

### Cast
- Stany Crets: Raf Raeymakers
- Peter Van den Begin: Ronny Rademaekers
- Jaak Van Assche: Rudy De Ruyck
- Luk D'Heu: Willy / Sint-Pieter
- Reinhilde Decleir: Lucienne Destrooper
- Vic De Wachter: Pètrick Mertens / Duivel
- Warre Borgmans: God
- Gastrollen: Herwig Ilegems (Jezus), Jan Steen (Werner), Tiny Bertels (keeper), Kristine Van Pellicom (Eva), Tuur De Weert (Staf Raeymakers), François Beukelaers (Tony Rademakers), Tine Reymer (alien), Elise Bundervoet (alien), Birgit Van Mol (zichzelf) en anderen.

### Afleveringen
1. Een nieuw begin 

2. En de Heilige Geest, amen 

3. Het is geen man die geen pruik dragen kan

4. Ticket to Hell 

5. Bakt eens ne pot 

6. The Great Escape 

7. Onze Vaderkesdag 

8. Ork, ork, ork... 

9. Zo Vader, Zo Zoon 

10. Sex 

11. Ping Pong 

12. Alarm 

13. Amen

## Trivia
- Het programmavoorstel voor de serie werd oorspronkelijk aan de VRT aangeboden, maar daar niet geaccepteerd.
- In de laatste aflevering van Raf & Ronny II doken voor het eerst de personages Debby en Nancy op, die de jaren nadien op de voorgrond traden in verscheidene andere programma's van zowel VTM als de VRT.